# Georgeo Passos
Georgeo Antônio Cespedes Passos (Aracaju, 23 de setembro de 1981) é um político brasileiro filiado ao Cidadania.
Em 2018, foi reeleito deputado estadual de Sergipe pela Rede Sustentabilidade (REDE) com 23.355 votos.